# Soc Trang
Soc Trang (vietnamita: Sóc Trăng) é uma província no Delta do Mekong no sul do Vietname, cuja capital é Soc Trang. A província ocupa uma área de  3 312,3 km² e tem uma população de aproximadamente 1 276 200 de habitantes (em 2006).

## Etimologia
O nome original da província Khmer era Srok Kh'leang, que significava "depósito de prata" porque era onde o tesouro de prata do rei Khmer estava localizada. Os colonos vietnamitas acabaram por mudar o nome para "Sốc-Kha-Lang" e depois "Sóc Trăng". Sobre o poder da dinastia Nguyễn, o imperador Minh Mang deu à província o nome sino-vietnamita de Nguyệt Giang (月江), um calque de "Sông Trăng" (Rio da Lua). 

## Geografia

### Localização
A província de Soc Trang encontra-se aproximadamente entre os 9°14'N e 9°56'N de latitude norte e os 105°34'E e 106°18'E longitude este. É limitada a noroeste pela província de Hau Giang e a sudoeste pela província de Bac Lieu. Também possui uma pequena fronteira terrestre a nordeste com a província de Tra Vinh. A sul e este tem uma fronteira de 72 km com o Mar da China Meridional.

## Distritos
A província de Soc Trang é constituída por uma cidade provincial (Soc Trang), uma cidade de nível distrital (Vinh Chau) e nove distritos:
- Châu Thành
- Cù Lao Dung
- Kế Sách
- Long Phú
- Mỹ Tú
- Mỹ Xuyên
- Sóc Trăng
- Thạnh Trị
- Vĩnh Châu